# Motif de Walker
Les motifs de Walker sont des séquences d'acides aminés observés dans de nombreuses protéines et qui présentent une structure tridimensionnelle hautement conservée. Ces structures ont été décrites pour la première fois par Walker et al. en 1982.

## Motif A de Walker

### Boucle P

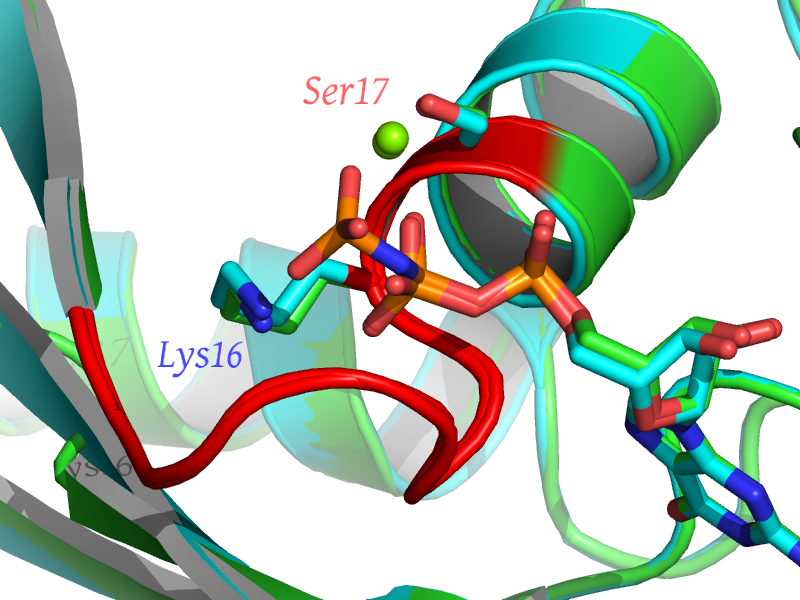
Alignement du complexe avec le GppNHp (en vert) et le GDP (cyan) dans un mutant A59A. La boucle P est soulignée en rouge, le cation de Mg^{2+} est représenté en vert et les chaînes latérales des résidus Lys16 et Ser17 sont représentées en bâtonnets. D'après et.

Le motif A de Walker, également appelé boucle de Walker ou boucle P (P-loop, pour phosphate-binding loop) est un motif protéique de liaison aux groupes phosphate. Il s'agit du motif :
Gly–Xaa–Xaa–Xaa–Xaa–Gly–Lys–(Thr/Ser).
On le trouve dans de nombreuses protéines utilisant l'ATP et le GTP. Cette séquence se lie au phosphate β du nucléotide. Le résidu de lysine du motif A ainsi que les groupes –NH– des liaisons peptidiques sont déterminants pour la liaison avec les nucléotides. Il s'agit d'une boucle riche en résidus de glycine précédée par un brin de feuillet β et suivie d'une hélice α. Ces caractéristiques sont typiques de domaines α/β avec quatre brins pris en sandwich entre deux hélices de chaque côté. Les groupes phosphate du nucléotide sont également coordonnés à un cation de magnésium Mg2+.
Outre la lysine, le motif A de Walker utilise également les quatre résidus Xaa–Xaa–Gly–Lys pour former une cavité de la taille d'un groupe phosphate avec les groupes –NH– pointant vers l'intérieur. On a pu montrer que l'hexapeptide Ser–Gly–Ala–Gly–Lys–Thr est capable de se lier fortement au phosphate inorganique, ce qui indique que c'est la cavité, davantage que l'extrémité N-terminale d'une hélice α, qui assure la liaison au groupe phosphate.
Outre les protéines qui se lient à des nucléotides, le motif A de Walker se trouve également sur un certain nombre de protéines ayant un substrat phosphorylé. Cela comprend les sous-unités α et β de l'ATP synthase, la myosine, la transducine, les hélicases, les kinases, les protéines AAA, les protéines G, la protéine RecA, les protéine tyrosine phosphatases et les enzyme utilisant le phosphate de pyridoxal telles que la cystéine synthase,.
Après l'hydrolyse du nucléotide, la conformation de la boucle ne change pas significativement et la cavité demeure liée aux groupes phosphate restants. 
Les protéine tyrosine phosphatases, qui catalysent l'hydrolyse d'un phosphate inorganique d'un résidu de phosphotyrosine (réaction inverse de celle d'une tyrosine kinase), contiennent un motif semblable à celui d'une boucle P avec un résidu d'arginine à la place de la lysine, donnant une séquence Cys–Xaa–Xaa–Xaa–Xaa–Xaa–Arg–(Ser/Thr).

### Boucle A
On parle également de boucle A (A-loop) pour désigner les résidus aromatiques interagissant avec les cycles des l'ATP et situés environ 25 résidus en amont de la boucle P dans certaines protéines présentant un motif A de Walker telles que les transporteurs ABC.

## Motif B de Walker
Le motif B de Walker est situé très en aval du motif A de la plupart des protéines présentant une boucle P. la séquence typique selon Walker et al. serait :
(Arg/Lys)–Xaa–Xaa–Xaa–Xaa–Gly–Xaa–Xaa–Xaa–Xaa–Lys–Haa–Haa–Haa–Haa–Asp,
où Haa représente un résidu d'acide aminé hydrophobe. Cependant, la séquence du motif B a été décrite par Hanson et Whiteheart au début du siècle comme étant :
Haa–Haa–Haa–Haa–Asp–Glu.
Ces résidus d'aspartate et de glutamate font partie des boîtes DEAD (en) des hélicases, dans lesquelles l'aspartate établit une liaison covalente de coordination avec le cation Mg2+ et le glutamate intervient de façon déterminante dans l'hydrolyse de l'ATP. La séquence du motif B est en réalité très variable, les seuls traits conservés qui le caractérisent étant la présence de deux résidus chargés négativement à la suite d'un groupe de gros résidus hydrophobes.